# Lista de deputados estaduais do Piauí da 19.ª legislatura
Esta é a lista de deputados estaduais do Piauí para a legislatura 2019–2023.

## Composição das bancadas
| Partido       | Líder                    | Bancada | Posição  |
| ------------- | ------------------------ | ------- | -------- |
| MDB           | Henrique Pires           | 6 / 30  | Governo  |
| PT            | Franzé Silva             | 5 / 30  | Governo  |
| PP            | Wilson Brandão           | 4 / 30  | Governo  |
| PTB           | Fernando Monteiro        | 4 / 30  | Governo  |
| PL            | Hélio Oliveira           | 3 / 30  | Governo  |
| PSD           | Georgiano Neto           | 1 / 30  | Governo  |
| PDT           | Flávio Nogueira Júnior   | 1 / 30  | Governo  |
| PSDB          | Marden Menezes           | 1 / 30  | Oposição |
| PSB           | Gustavo Neiva            | 1 / 30  | Oposição |
| Republicanos  | Pastor Gessivaldo Isaías | 1 / 30  | Governo  |
| Solidariedade | Evaldo Gomes             | 1 / 30  | Governo  |
| PV            | Teresa Britto            | 1 / 30  | Oposição |
| Cidadania     | Oliveira Neto            | 1 / 30  | Governo  |

## Deputados Estaduais
| Nome                     | Partido       | Coligação                                             | Votos nominais | Notas                                          | Ref   |
| ------------------------ | ------------- | ----------------------------------------------------- | -------------- | ---------------------------------------------- | ----- |
| Georgiano Neto           | PSD           | PT - MDB - PP - PR - PDT - PSD - PC do B - PTB - PRTB | 79.723         |                                                | [ 1 ] |
| Lucy Soares              | PP            | PT - MDB - PP - PR - PDT - PSD - PC do B - PTB - PRTB | 57.384         |                                                | [ 1 ] |
| Júlio Arcoverde          | PP            | PT - MDB - PP - PR - PDT - PSD - PC do B - PTB - PRTB | 49.688         |                                                | [ 1 ] |
| Wilson Brandão           | PP            | PT - MDB - PP - PR - PDT - PSD - PC do B - PTB - PRTB | 47.908         |                                                | [ 1 ] |
| Severo Eulálio           | MDB           | PT - MDB - PP - PR - PDT - PSD - PC do B - PTB - PRTB | 47.175         |                                                | [ 1 ] |
| Flávio Nogueira Júnior   | PDT           | PT - MDB - PP - PR - PDT - PSD - PC do B - PTB - PRTB | 47.007         |                                                | [ 1 ] |
| Zé Santana               | MDB           | PT - MDB - PP - PR - PDT - PSD - PC do B - PTB - PRTB | 45.813         |                                                | [ 1 ] |
| Francisco Limma          | PT            | PT - MDB - PP - PR - PDT - PSD - PC do B - PTB - PRTB | 44.234         |                                                | [ 1 ] |
| Themístocles Filho       | MDB           | PT - MDB - PP - PR - PDT - PSD - PC do B - PTB - PRTB | 42.773         |                                                | [ 1 ] |
| Marden Menezes           | PSDB          | PSDB - DEM - PSB                                      | 42.096         |                                                | [ 1 ] |
| Doutor Francisco Costa   | PT            | PT - MDB - PP - PR - PDT - PSD - PC do B - PTB - PRTB | 41.966         |                                                | [ 1 ] |
| Janaínna Marques         | PTB           | PT - MDB - PP - PR - PDT - PSD - PC do B - PTB - PRTB | 41.653         |                                                | [ 1 ] |
| Hélio Oliveira           | PL            | PT - MDB - PP - PR - PDT - PSD - PC do B - PTB - PRTB | 38.391         | O partido mudou de nome, antes se chamava PR.  | [ 1 ] |
| Henrique Pires           | MDB           | PT - MDB - PP - PR - PDT - PSD - PC do B - PTB - PRTB | 38.346         |                                                | [ 1 ] |
| Pablo Santos             | MDB           | PT - MDB - PP - PR - PDT - PSD - PC do B - PTB - PRTB | 38.177         |                                                | [ 1 ] |
| Fernando Monteiro        | PTB           | PT - MDB - PP - PR - PDT - PSD - PC do B - PTB - PRTB | 36.852         | Eleito pelo PRTB.                              | [ 1 ] |
| Fábio Xavier             | PL            | PT - MDB - PP - PR - PDT - PSD - PC do B - PTB - PRTB | 35.779         | O partido mudou de nome, antes se chamava PR.  | [ 1 ] |
| Fábio Novo               | PT            | PT - MDB - PP - PR - PDT - PSD - PC do B - PTB - PRTB | 35.714         |                                                | [ 1 ] |
| Hélio Isaias             | PTB           | PT - MDB - PP - PR - PDT - PSD - PC do B - PTB - PRTB | 35.358         | Eleito pelo PP.                                | [ 1 ] |
| Gustavo Neiva            | PSB           | PSDB - DEM - PSB                                      | 34.662         |                                                | [ 1 ] |
| Franzé Silva             | PT            | PT - MDB - PP - PR - PDT - PSD - PC do B - PTB - PRTB | 31.526         |                                                | [ 1 ] |
| Coronel Carlos Augusto   | PL            | PT - MDB - PP - PR - PDT - PSD - PC do B - PTB - PRTB | 30.810         | O partido mudou de nome, antes se chamava PR.  | [ 1 ] |
| João Mádison             | MDB           | PT - MDB - PP - PR - PDT - PSD - PC do B - PTB - PRTB | 30.118         |                                                | [ 1 ] |
| Flora Izabel             | PT            | PT - MDB - PP - PR - PDT - PSD - PC do B - PTB - PRTB | 29.061         |                                                | [ 1 ] |
| Pastor Gessivaldo Isaias | Republicanos  | PMN - PRB - SOLIDARIEDADE - PPL - PTC                 | 28.259         | O partido mudou de nome, antes se chamava PRB. | [ 1 ] |
| Nerinho                  | PTB           | PT - MDB - PP - PR - PDT - PSD - PC do B - PTB - PRTB | 27.684         |                                                | [ 1 ] |
| Evaldo Gomes             | Solidariedade | PMN - PRB - SOLIDARIEDADE - PPL - PTC                 | 26.851         | Eleito pelo PTC.                               | [ 1 ] |
| Firmino Paulo            | PP            | PT - MDB - PP - PR - PDT - PSD - PC do B - PTB - PRTB | 26.692         |                                                | [ 1 ] |
| Teresa Britto            | PV            | PODE - PV - PRP - PATRI - PPS - AVANTE -REDE - PHS    | 19.532         |                                                | [ 1 ] |
| Oliveira Neto            | Cidadania     | PODE - PV - PRP - PATRI - PPS - AVANTE -REDE - PHS    | 17.633         | O partido mudou de nome, antes se chamava PPS. | [ 1 ] |